# Brit egypennys érme
A Royal Mint által előállított brit decimális egypennys (1p) érme 1971. február 15-én került bevezetésre, mikor a brit pénzek közti váltószámot decimalizálták, a 10-es számrendszert alapul vevő váltószámokra tértek át. A gyakorlatban néhány héttel korábban, egyfontosokat tartalmazó zsákokban már érkeztek darabok a bankokba. Az érme először új penny néven vált ismertté. Eredetileg bronzból készítették, azonban 1992 óta rézzel bevont acélból készítik. Mivel ez a bronznál tömörebb anyag, ezért az 1992 után vert érmék vastagabbak. Az anyag megváltoztatásának lett az eredménye a pénz mágnesessége is. Az érme tömege 3,56 gramm, átmérője 20,32 mm.
Az egy- és kétpennys érmék csak 20 penny összértékig törvényes fizetőeszközök, ami azt jelenti, hogy az ennél nagyobb összegeket nem kötelező elfogadni vásárlásonként.
2005 decemberében 10 756 millió egypennys volt forgalomban.
Az utóbbi években az 1992 előtt vert érmék értéke a bennük lévő vörösréz miatt (a bronz 97%-a réz) meghaladta azok névértékét. Például 2008 áprilisának elején a vörösréz ára tonnánként 4300 font volt, s így az egypennys belső értéke másfél penny volt.

## Kinézete
A Christopher Ironside által tervezett, 1971 és 2008 között használt hátoldal egy koronás hullórostélyt ábrázolt, mely VIII. Henrik jelvényének átalakításával jött létre. Most ez a Westminster palota jelképe., A hullórostély alatt egy "1" szerepel. Ezen felül a hullórostély fölött a NEW PENNY (újpenny 1971–1981) vagy ONE PENNY (egy penny 1982–2008) felirat szerepel.
A mai napig három különböző előoldalt használtak. A felirat minden esetben azonos, ELIZABETH II D.G.REG.F.D. évszám volt. Az eredeti tervek szerint mindkét oldalt pontok vették körbe.

### 1971–1984
1971 és 1984 között II. Erzsébet királynő Arnold Machin által tervezett képmása díszítette a hátoldalt. Ezen a képen a királynő a Nagy-Britannia és Írország Lányainak Diadémját viselte.
Az NEW PENNY (újpenny) feliratot 1981-ig használták. Az 1982-től használt felirat az ONE PENNY (egy penny).
Ezt a változatot bronzból verték.

### 1985–1997
1985 és 1997 között a királynőnek Raphael Maklouf által tervezett portréja szerepelt az érméken. Ezen a királynő a IV. György Állami Diadémot viseli.
Ezt a változatot 1992-ig szintén bronzból készítették. Innentől vörösrézzel borított acélt használtak

### 1998–2008
1998 óta a királynő Ian Rank-Broadley-féle ábrázolása szerepelt az érméken. Ekkor ismét a tiarát viselte. Az arckép alatt az  IRB aláírás szerepelt. 

### 2008–
2005 augusztusában a Royal Mint kiírt egy pályázatot, melyen a kétfontos címleten kívül az összes érmének egységes hátlapot lehetett megtervezni és benyújtani. A 2008 áprilisában kihirdetett győztes Matthew Dent, lett, kinek a terveit a 2008 nyarától kezdődően vert érméken lehet látni. Az 1p, 2p, 5p, 10p, 20p és 50p érméken az Egyesült Királyság címerének részei láthatók, melyek együtt adják ki a teljes pajzsot. A pajzs az egyfontos érmén teljes egészében látható. Az egypennys érmén a pajzsnak az első és a harmadik negyed közötti része látható, mely Angliát és az Ír-szigetet képviseli.
Az érme előlapja nagyrészt változatlan maradt, azonban az érme szélén végigfutó pontsor a hátlaphoz hasonlóan innét is eltűnt.

## Veretek
- 1971 ~ 1.521.666.250
- 1972 ~ nem vertek
- 1973 ~ 280.196.000
- 1974 ~ 330.892.000
- 1975 ~ 221.604.000
- 1976 ~ 300.160.000
- 1977 ~ 285.430.000
- 1978 ~ 292.770,000
- 1979 ~ 459.000.000
- 1980 ~ 416.304.000
- 1981 ~ 301.800.000
- 1982 ~ 100.292.000
- 1983 ~ 243.002.000
- 1984 ~ 154.759.625
- 1985 ~ 200.605.245
- 1986 ~ 369.989.130
- 1987 ~ 499.946.000
- 1988 ~ 793.492.000
- 1989 ~ 658.142,000
- 1990 ~ 529.047.500
- 1991 ~ 206.457.600

az összetételt vörösrézzel bevont acélra cserélték ki
- 1992 ~ 253.867.000
- 1993 ~ 602.590.000
- 1994 ~ 843.834.000
- 1995 ~ 303.314,000
- 1996 ~ 723.840.060
- 1997 ~ 396.874.000
- 1998 ~ 739.770.000
- 1999 ~ 891.392,000
- 2000 ~ 1.060.364.000
- 2001 ~ 928.802.000
- 2002 ~ 601.446.000
- 2003 ~ 539.436.000
- 2004 ~ 739.764.000
- 2005 ~ 378.752.000